# Flocques
Flocques – miejscowość i gmina we Francji, w regionie Normandia, w departamencie Sekwana Nadmorska.
Według danych na rok 1990 gminę zamieszkiwało 646 osób, a gęstość zaludnienia wynosiła 131 osób/km² (wśród 1421 gmin Górnej Normandii Flocques plasuje się na 367. miejscu pod względem liczby ludności, natomiast pod względem powierzchni na miejscu 695.).